# Philippe Labro
Pour les articles homonymes, voir Labro (homonymie).
Philippe Labro, né le 27 août 1936 à Montauban (Tarn-et-Garonne) et mort le 4 juin 2025 à Paris, est un journaliste, homme de médias, présentateur audiovisuel, écrivain, réalisateur, scénariste, et parolier français.
Il a occupé plusieurs postes de direction à la radio RTL. Il débute à la télévision à l'ORTF dans les années 1960. Il a notamment été journaliste pour TF1 et présenté le journal télévisé sur Antenne 2 en 1981-1982. Après un passage sur France 3 au début des années 2000, il lance en 2005, avec Vincent Bolloré, la chaîne de télévision Direct 8 qui devient ensuite D8 puis C8 et où il y présente des émissions politiques, sociétales et culturelles jusqu'à l'arrêt de la chaîne en 2025.
Écrivain, il est l'auteur de plus d'une vingtaine d'ouvrages littéraires. Cinéaste, il dirige à deux reprises Jean-Paul Belmondo et réalise durant les années 1970-1980 sept films pour le grand écran. Parolier, il a notamment écrit une trentaine de chansons pour Johnny Hallyday.

## Biographie

### Famille et jeunesse
Dans son roman d'apprentissage autobiographique Le Petit Garçon, Philippe Labro met en scène ses souvenirs d'enfance. Ses parents, Jean-François et Henriette Labro, donnent naissance à quatre garçons et trois filles. Il était le frère de l'architecte Jacques Labro. Son père est venu de Montauban, dans les années 1920, à Paris où il ouvre un cabinet de conseil juridique et fiscal, et fait fortune. Il y rencontre une jeune fille de vingt ans, Henriette Carisey, fille naturelle d’un noble polonais et d’une institutrice française qui, selon Philippe Labro, a eu une vie romanesque. Henriette Carisey est la sœur d’Henri Magny.
Il épouse Henriette un an après leur rencontre. Pressentant la Seconde Guerre mondiale, Jean-François Labro décide de retourner au pays et installe sa famille dans une villa de Montauban. Bien qu'un officier SS de la division Das Reich ait réquisitionné le premier étage de leur maison pour s'y loger, ses parents y cachent des Juifs, notamment la famille de Maurice Bernart. Le 13 août 2000, le mémorial de Yad Vashem décerne à Jean-François et Henriette Labro le titre de Justes parmi les nations.
En 1948, Jean-François Labro réinstalle sa famille à Paris pour offrir à ses enfants de bonnes écoles, le lycée Janson-de-Sailly pour Philippe, qui y montre uniquement des aptitudes pour la littérature et le sport. Il y rencontre comme condisciple, Jean-Loup Dabadie. À 15 ans, Philippe Labro remporte un concours de journalisme parrainé par Le Figaro et devient rédacteur en chef du Journal des jeunes. En 1954, alors qu'il a échoué son baccalauréat et doit redoubler, il obtient, à 18 ans, une bourse Zellidja qui lui permet d'étudier à l'université Washington et Lee de Lexington en Virginie.
Il en profite pour traverser l’Atlantique à bord du Queen Mary puis de parcourir les différents États des États-Unis.

« Je n’ai pas eu besoin de demander la permission à qui que ce soit, parce que c’était un instinct, qui reposait sur un désir, une curiosité d’Amérique, que j’avais depuis toujours. Elle venait de mes lectures d’enfance, du cinéma, de la libération de la France. Et de ma curiosité du monde, de mon envie de bouger, de partir. Alors bien sûr, j’ai prévenu mes parents et ils ne m’ont pas dit non. Ils ont toujours encouragé ma vocation. C’est une des clés de la vie : si on a une passion, la force et la construction familiales, ça compte. Pour mes parents, c’était un risque, une aventure, un danger, et peut-être un déchirement de me voir partir, mais en même temps c’était : « tu veux le faire, tu le fais ». Alors je suis parti à 17 ans. J’en ai eu 18 sur les routes américaines. Et j’ai vécu une aventure qui a totalement changé ma vie, qui a déterminé ma carrière et peut-être même mon caractère. »

— Interview à Phosphore
De ces années de jeunesse, il a tiré deux romans, L'Étudiant étranger et Un été dans l'Ouest.
De retour en France deux ans plus tard, il s'habille à l'américaine (chemise Arrow en oxford avec col boutonné, costume américain et petit chapeau rond en feutre) avec une chevalière en lapis-lazuli aux armes de son université américaine de Lexington (elle ne quitte jamais son annulaire gauche). Il devient reporter à Europe no 1 en 1957 après avoir remporté La Coupe des Reporters, émission de Pierre Laforêt.

### Carrière
Il devient reporter pour le magazine féminin Marie-France en 1958, embauché par Louis Pauwels pour y écrire les grands portraits du mois. Par l'entremise de son ami Voldemar Lestienne, il rencontre en 1959 Pierre Lazareff qui lui commande la rédaction d'une biographie romancée d'Al Capone pour la collection « L'air du temps » de chez Gallimard et l'engage la même année comme grand reporter à France-Soir, où il restera jusqu'en 1972. Pierre Lazareff est amusé par l'insolence du jeune homme, qui lui réclame un poste de grand reporter qui demande normalement de l'expérience. Ses premiers articles portent sur les sorties de films, les premières théâtrales, les mondanités et chroniques parisiennes, le festival de Cannes et le Tour de France 1959. Puis on l'envoie comme reporter après la rupture du barrage de Malpasset en décembre 1959.
Son premier roman Un Américain peu tranquille sur la vie d'Al Capone sort en 1960 grâce à Lazareff et Paul Gordeaux, dans la collection « L’air du temps » reprenant, sous forme de livres, les bandes dessinées verticales de Gordeaux, Le crime ne paie pas et Les Amours célèbres parues pendant 14 ans dans France-Soir faites pour être lue au jour le jour, et où le « à suivre » fidélisait un million d'acheteurs et pratiquement cinq millions de lecteurs.
Enrôlé en 1960 pour la guerre d'Algérie où il est détaché comme journaliste militaire, Philippe Labro reprend, deux ans plus tard, ses activités de journaliste pour France-Soir. Alors qu'il enregistre un sujet sur le campus de l'université Yale pour l’émission 5 colonnes à la une, il apprend l'assassinat de John F. Kennedy le 22 novembre 1963. Il se précipite alors à Dallas, et se retrouve à être le seul correspondant français de presse écrite à être sur place. De cet événement qu'il couvre pour son journal France-Soir durant trois ans, il rédige un récit On a tiré sur le Président. Il sera d'ailleurs auditionné par la commission Warren.
De 1964 à 1968, il est coproducteur avec Henri de Turenne de l’émission Caméra Trois sur la deuxième chaîne de l'ORTF. Il est chroniqueur au Journal du dimanche de 1965 à 1972 et à Paris Match de 1971 à 1988.
Cinéphile, il approche le milieu du cinéma. Ami très proche de Jean-Pierre Melville (il participera au documentaire sur celui-ci intitulé Sous le nom de Melville, et sera présent à ses côtés au moment où Melville est terrassé par un malaise fatal), il se lance dans la réalisation de films influencés par le cinéma américain. Le cinéma reste pour lui une activité seconde, quoique importante. Il apparaît, jouant son propre personnage, dans les dernières scènes du film de Jean-Luc Godard, Made in USA et réalise son premier court métrage Deux D : Marie Dubois et Françoise Dorléac en 1966. Il tourne son premier long métrage Tout peut arriver en 1969.
Au début des années 1970, sa collaboration avec Johnny Hallyday, pour qui il écrit plusieurs chansons, est remarquée. En 1971, Philippe Labro est le premier à se voir confier l'écrire des textes de tout un album d'Hallyday. Par la suite il collabore avec le chanteur de façon épisodique (1974, 1982, (…), 1999 - voir Chansons écrites par Philippe Labro pour Johnny Hallyday). Serge Gainsbourg lui commande des textes pour Lolita Go Home, l'album de Jane Birkin de 1975.
Gérard Lebovici lui propose de réaliser, et à Michel Audiard et Patrick Modiano, d'écrire une adaptation de L'instinct de mort, le livre de Jacques Mesrine.[pas clair]
En 1979, il est rédacteur en chef à RTL. Il travaille également comme journaliste pour TF1[Quand ?] puis pour Antenne 2 de 1981 à 1982 où il présente en alternance avec Bernard Langlois le journal Antenne 2 Midi.
De 1985 à 2000, il dirige les programmes de RTL, devient vice-président de la station en 1992, vice-PDG d'Ediradio (RTL) en 1996 sur proposition de son président Jacques Rigaud et vice-président du Conseil d'administration en mars 2000.
En 1996, il publie La Traversée, un roman inspiré par son expérience de mort imminente consécutive à un œdème du larynx et une pneumopathie foudroyante qui le laisse, en 1994, six semaines à l’hôpital Cochin dont dix jours dans le service de réanimation à la suite de coma.

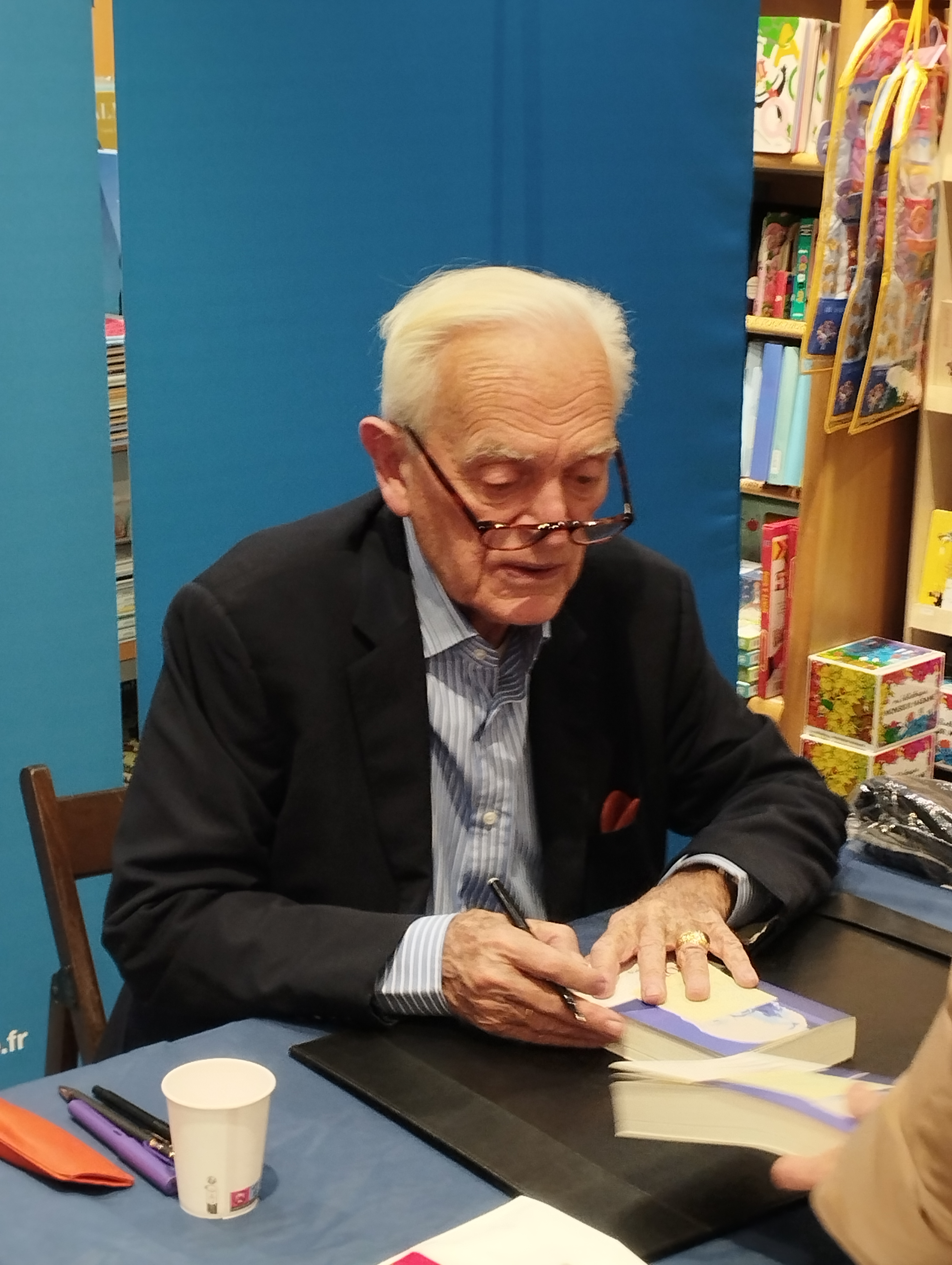
Philippe Labro lors d'une rencontre à la Librairie Lamartine, en novembre 2023.

Dans son récit Tomber sept fois, se relever huit, il raconte les effets d’une dépression nerveuse qui l'affecte de 1999 à 2001. Il s'en relève et présente, du 7 septembre 2001 à juin 2006 sur France 3, Ombre et lumière, une émission intimiste d'interviews de personnalité, produite par Air Productions de Nagui, réalisée par Gérard Pullicino et diffusée en troisième partie de soirée.
Le 31 mars 2005, il lance la chaîne Direct 8 avec Vincent Bolloré. Il est vice-président de Direct 8, tout comme de Direct Matin du même groupe. Il présente le magazine culturel Blog Notes dès le lancement de la chaîne.
Pendant l'été 2011 puis 2012 il anime sur RTL l'émission Mon RTL à moi chaque dimanche.
À la rentrée 2015, il devient conseiller du nouveau rédacteur en chef d'i-Télé, Guillaume Zeller.
En 2016, il présente sa chronique L'Humeur de Philippe Labro, chaque lundi à 11 h 15, dans l'émission Le Duo de L'info présentée par Adrien Borne et Sonia Chironi sur iTELE[réf. nécessaire].
À partir de mars 2008, il anime sur Direct 8 puis D8 et C8, l'émission hebdomadaire Langue de bois s'abstenir, qui devient par la suite L'Essentiel chez Labro à compter de mai 2021. Par ailleurs, il présente le film du dimanche soir dès septembre 2020.
Le 25 février 2025, il anime sur C8 la dernière de l'émission L'Essentiel chez Labro à la suite du non renouvellement de la chaine par l'ARCOM, et met fin à sa carrière télévisuelle.
Président du Prix RTL/Lire, il est également président du jury du Prix Matmut du premier manuscrit.

### Vie privée

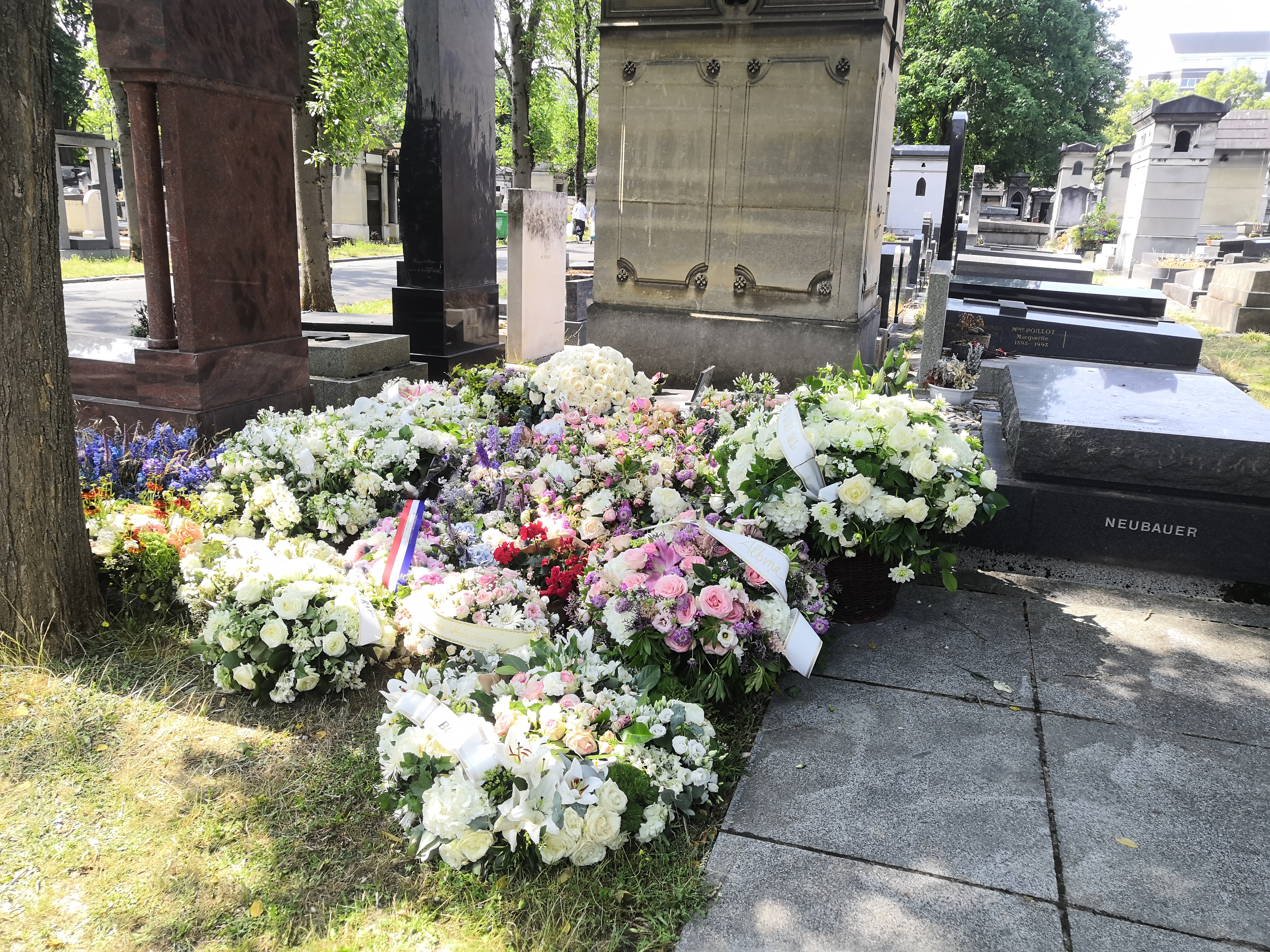
Tombe de Philippe Labro au cimetière du Montparnasse (division 11).

Philippe Labro est marié à Françoise Coulon, scénariste, née à Besançon le 3 juin 1944. Il a quatre enfants dont l'un est issu d'un premier mariage.

### Mort
Philippe Labro meurt le 4 juin 2025 à Paris à l'âge de 88 ans, des suites d'un cancer. Ses obsèques se déroulent dans la matinée du 13 juin en l'église de Saint-Germain-des-Prés, en présence de nombreuses personnalités, parmi lesquelles Fabrice Luchini, Michel Drucker, Pascal Praud, Marc-Olivier Fogiel, Laeticia Hallyday et Franz-Olivier Giesbert. Elles sont suivies par une inhumation dans l'intimité familiale au cimetière du Montparnasse (division 11).

## Œuvre littéraire
- 1960 : Un Américain peu tranquille
- 1967 : Des feux mal éteints
- 1968 : Ce n'est qu'un début
- 1982 : Des bateaux dans la nuit
- 1983 : Des cornichons au chocolat (publié sous le pseudonyme de « Stéphanie »)
- 1986 : L'Étudiant étranger (prix Interallié)
- 1988 : Un été dans l'Ouest (prix Gutenberg)
- 1988 : Le Petit Garçon
- 1992 : Quinze ans
- 1994 : Un début à Paris
- 1996 : La Traversée
- 1997 : Rendez-vous au Colorado
- 1999 : Manuella[35]
- 2002 : Je connais gens de toutes sortes
- 2003 : Tomber sept fois, se relever huit
- 2006 : Franz et Clara
- 2009 : Les Gens
- 2010 : 7 500 signes
- 2013 : On a tiré sur le Président
- 2013 : Le Flûtiste invisible
- 2017 : Ma mère, cette inconnue
- 2020 : J'irais nager dans plus de rivières
- 2024 : Deux gimlets sur la 5ème avenue

## Réalisateur

### Télévision
- 1960 : Cinq colonnes à la une (magazine télévisé), segments de l'émission du 4 mars 1960
- 1965 : Chroniques de France (magazine télévisé), épisode 8 Paris, jeunesse et rock'n'roll
- 1966 : Chroniques de France (magazine télévisé), épisode 13 Les 2D : Mireille Darc, Catherine Deneuve / épisode 16 Les 2D : Marie Dubois, Françoise Dorléac.

### Cinéma
- 1964 : 4 fois D (court métrage), avec Mireille Darc, Catherine Deneuve, Françoise Dorléac, Marie Dubois
- 1969 : Tout peut arriver
- 1971 : Sans mobile apparent
- 1973 : L'Héritier
- 1974 : Le Hasard et la Violence
- 1976 : L'Alpagueur
- 1983 : La Crime
- 1984 : Rive droite, rive gauche

| Titres                   | Années | Box-office        |
| ------------------------ | ------ | ----------------- |
| L'Héritier               | 1973   | 2 025 969 entrées |
| La Crime                 | 1983   | 1 830 204 entrées |
| Rive droite, rive gauche | 1984   | 1 590 291 entrées |
| L'Alpagueur              | 1976   | 1 533 183 entrées |
| Sans mobile apparent     | 1971   | 1 290 572 entrées |
| Le Hasard et la Violence | 1974   | 717 036 entrées   |
| Tout peut arriver        | 1969   | 112 660 entrées   |

## Parolier
- Chansons pour Johnny Hallyday :
- 1967 : chanson pour Eddy Mitchell (album Seul) : L'épopée du rock (sous le pseudonyme de Philippe Christian[36], en collaboration avec Claude Moine[37]).
- 1974 : Le Hasard et la Violence, BO du film éponyme (en collaboration avec Claude Lanzmann, sur une musique de Michel Colombier ; chanson interprété par Drupi).
- 1975 : chansons pour Jane Birkin (album Lolita Go Home) : Lolita Go Home ; Bébé song ; Si ça peut te consoler ; Just Me and You ; Rien pour rien ; French graffiti.

## Activités audiovisuelles

### Radio
- 1957 : reporter à Europe no 1
- 1979 : rédacteur en chef à RTL
- 1985-2000 : directeur des programmes de RTL
  - 1992 : vice-président de RTL
  - 1996 : vice-PDG d'Ediradio
  - 2000 : vice-président du Conseil d'administration de RTL
- 2011-2012 : animateur sur RTL de l'émission Mon RTL à moi chaque dimanche

### Télévision
- 1964-1968 : Caméra Trois sur la deuxième chaîne de l'ORTF : coproducteur avec Henri de Turenne
- Années 1970 : journaliste sur TF1
- 1981-1982 : Antenne 2 Midi sur Antenne 2 : présentateur
- 9 octobre 1987 : La Nuit des 7 d'Or sur Antenne 2 : coprésentateur
- septembre 2001-juin 2006 : Ombre et lumière sur France 3 : présentateur
- 31 mars 2005 : Lancement Direct 8 : co-fondateur avec Vincent Bolloré
- 2005-2008 : Le Blog notes sur Direct 8 : présentateur
- mars 2008-mai 2021 : Langue de bois s'abstenir sur Direct 8 puis D8 et C8 : présentateur
- 2016 : L'Humeur de Philippe Labro dans Le Duo de l'info sur ITELE : chroniqueur
- septembre 2020-février 2025 : Le film du dimanche soir sur C8 : présentateur
- mai 2021-février 2025 : L'Essentiel chez Labro sur C8 : présentateur

## Distinctions et récompenses

### Décoration
Grand officier de la Légion d'honneur. Philippe Labro est fait officier de l'ordre national de la Légion d'honneur le 8 janvier 2002 puis promu au grade de commandeur le 2 avril 2010. Il est fait commandeur le 7 octobre 2010. Le 15 janvier 2025, il est élevé à la dignité de grand officier.

### Autres distinctions
- Philippe Labro est le président d'honneur de la « Compagnie des écrivains de Tarn-et-Garonne ».
- Lauréat Zellidja 1953, il est aussi le parrain de la promotion Zellidja 2008.

### Prix littéraires

#### Récompenses
En 1986, Philippe Labro reçoit le Prix Interallié pour son roman L'Étudiant étranger ainsi que le Prix Gutenberg pour Un été dans l'Ouest en 1988.

#### Goncourt
[pertinence contestée]
Philippe Labro a manqué le prix Goncourt à deux reprises. La première fois en 1988, il est fortement pressenti pour le recevoir avec Un été dans l'Ouest, mais c'est finalement Erik Orsenna qui l'obtient pour L'Exposition coloniale. En 1990, Labro, avec Le Petit Garçon, est en finale[évasif] face à Jean Rouaud, mais c'est ce dernier qui l'emporte, par huit voix contre deux, pour son roman Les Champs d'honneur.